# Проклятие Чаки
«Прокля́тие Ча́ки» (англ. Curse of Chucky) — американский фильм 2013 года в жанре слэшера. Шестой фильм серии о кукле Чаки, которого вновь озвучивает Брэд Дуриф, а роль главной героини Ники исполняет дочь Дурифа, Фиона Дуриф. Первоначально он должен был стать продолжением третьей части, игнорируя четвёртую и пятую, но по итогу это оказалось не так. В этой части режиссёр и создатель франшизы Дон Манчини отказался от комедийных элементов и вернул серию в чистый дух фильмов ужасов. Также, впервые со времён третьего фильма, здесь Чаки действует в одиночку, а также возвращается его старый враг Энди Барклай, которого вновь сыграл Алекс Винсент.
Фильм, производство которого началось в сентябре 2012 года, является первой частью серии, предназначенной для прямой трансляции видео. В США его премьера состоялась 24 сентября 2013 года через VOD, а 8 октября 2013 года последовал выпуск DVD и Blu-ray Disc. Фильм также превратился в зону паники на ежегодных Хэллоуинских ночах ужасов 2013 года в Universal Studios. Хотя «Проклятие Чаки» был сделан с расчётом на прямой выпуск видео, его также видели в кинотеатрах в нескольких странах, например в Бразилии. За фильмом последовал «Культ Чаки» в 2017 году.

## Сюжет
Основной сюжет
У молодой девушки Ники, прикованной к инвалидному креслу, погибает мать. Все уверены, что женщина ушла из жизни добровольно, наложив на себя руки. На похороны матери приезжает и её старшая дочь Барбара, вместе с мужем, дочерью и няней. Пока взрослые заняты важными делами, Элис, племянница Ники, находит в доме куклу по имени Чаки. Девочке очень понравилась эта игрушка и она старается не расставаться с ней. Вскоре происходит череда кровавых убийств.
После титров
Спустя полгода, Чаки находит повзрослевшего Энди и пытается отомстить ему, однако тот сносит голову кукле выстрелом из дробовика.

## В ролях
- Фиона Дуриф — Ника
- Брэд Дуриф — Чарльз Ли Рэй (Чаки)
- Даниэль Бисутти — Барбара
- Брэннан Эллиотт — Иен
- Эй Мартинес — отец Фрэнк
- Дженнифер Тилли — Тиффани (камео)
- Алекс Винсент — Энди Барклай (камео)

## Приём
На Rotten Tomatoes 76 % из 21 критиков дали фильму положительную оценку со средней оценкой 6,2/10. Консенсус критиков сайта гласит: «Цепочка разочаровывающих сиквелов франшизы нарушен, если в этой леденящей душу части вернуться к основам, вернув саге о Чаки ощущение игривости». По данным Metacritic, фильм получил «смешанные или средние отзывы» на основе среднего балла 58 из 100 от 5 критиков.
Ранний обзор, опубликованный на Bloody Disgusting 2 августа 2013 года, очень положительно отзывался о фильме. В нём Брэд Миска заявил: «Проклятие Чаки может быть просто лучшим продолжением домашнего видео со времён »Поворота не туда 2". Это тревожно хорошо, что заставляет Universal ответить, почему они не позволили Манчини снимать это для кинотеатров. Он продолжил: «Поклонники Чаки должны возрадоваться… „Проклятие Чаки“ явно возродит франшизу на долгие годы». Райан Ларсон из Shock Till You Dropтакже написал в основном положительный отзыв, заявив: "Фильм настолько прав, что легко не заметить очень немногие недостатки, которые у него есть. Далее он хвалит режиссёра, отмечая, что «Манчини (выполняя одновременно функции сценариста и режиссёра) отлично справляется с вводом и выводом персонажей таким образом, чтобы не загромождать фильм кучей персонажей. у которых есть три минуты кинохроники, прежде чем они получат топор или мясницкий нож в этом случае. Убийства вульгарны, но в лучшем случае вызывают ностальгию по слэшерам конца восьмидесятых — начала девяностых».
В Бразилии Чаки вдохновил на создание двух эпизодов шоу «Скрытая камера» (Câmeras Escondidas), транслируемого местным каналом SBT.
Фильм заработал 3,9 миллионов долларов.

## Сиквел
2 декабря 2013 года было подтверждено, что будет продолжение «Проклятие Чаки». В октябре 2014 года Дон Манчини подтвердил, что закончил сценарий следующей части франшизы. В феврале 2015 стало известно, что Брэд Дуриф вернётся озвучивать Чаки. В начале 2017 года было объявлено, что фильм будет называться «Культ Чаки», а Алекс Винсент в роли Энди Барклая вновь станет одним из главных персонажей.